# ストキャスティクス
ストキャスティクス（英語: Stochastic oscillator）は、株価のテクニカル分析において使用される指標。
米国のチャート分析家ジョージ・レーン(George Lane)によって1950年代に考案されたテクニカル指標。オシレーター（値幅分析）系指標の一種。
逆張りの投資手法において、よく用いられる指標である。
その一方で相場に明確なトレンドが出ているときは指標が天井または底に張り付いたままとなってしまう性質があるため、逆張り手法が全く機能しない時間帯がある点に注意する必要がある（これは全てのオシレーター指標に言えることでもある）。

## 定義
%K、%D、Slow%Dという3つの数値を使用する。Slow%Dは%SDやSDと表記されることもある。%Dラインがより重要であり、主要な相場転換シグナルを発する。変化に対する敏感さは、%K > %D > Slow%D の順である。
%Kと%Dの組み合わせをファースト・ストキャスティクス (fast stochastics)、%DとSlow%Dの組み合わせをスロー・ストキャスティクス (slow stochastics)という。
- %K
  - %K＝{ （C－L9）÷（H9－L9） }×100％
  - C：当日終値
  - L9：過去x日間の最安値。xとしては、14, 9, 5 などが使用されることが多い。
  - H9：過去x日間の最高値

- %D
  - %D＝（H3÷L3）×100％
  - H3：（C－L9）のy日間合計。（C－L9）の単純移動平均。yとしては3が使われることが多い。
  - L3：（H9－L9）のy日間合計。（H9－L9）の単純移動平均。

- Slow%D
  - Slow%D＝%Dのz日の単純移動平均。zとしては、3が使われることが多い。

上記は日足での説明であるが、分足など他のタイムスケールでも同じ計算式である。
高値・安値の組み合わせではなく、終値のみを使用する方法もある。また、Slow%Dの計算方法として、単純以外の移動平均を使用する場合もある。

## ウィリアムズ%R
1966年に、ラリー・ウィリアムズは %K - 100 に、ウィリアムズ%Rという名前をつけた。ジョージ・レーンは1950年代に%Aから始めて28個のオシレーターを作り、その中の%Rをラリー・ウィリアムズが改良した。